# Sycon
Genre
Synonymes
- Voir dans le texte

Sycon est un genre d'éponges calcaires marines de la famille Sycettidae. L'espèce type est Sycon humboldti.

## Taxinomie

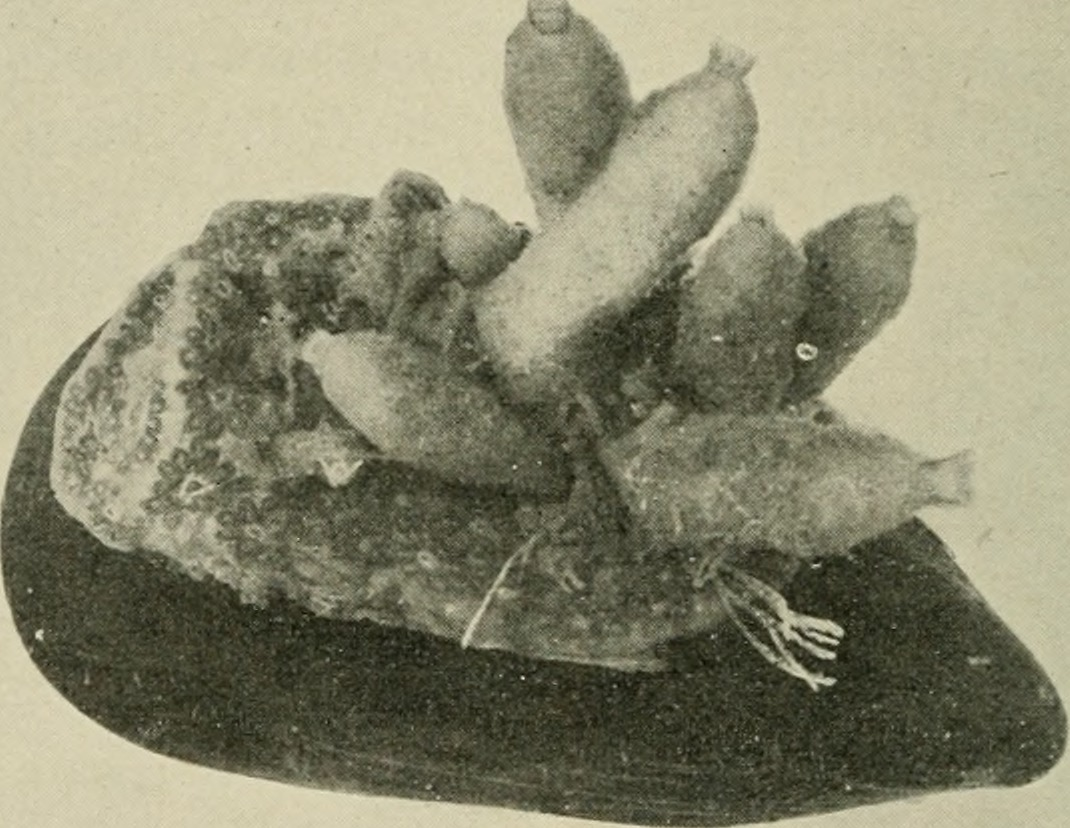
Sycon ciliatum

Le genre Sycon est créé par le naturaliste niçois Antoine Risso en 1827 à partir d'un spécimen récolté en mer Méditerranée. Samuel Frederick Gray avait mis en place le genre Scypha en 1821 mais l'absence d'utilisation par d'autres auteurs en a fait un nomen oblitum. Depuis, de nombreux genres sont devenus des synonymes de Sycon : 
- Dunstervillia Bowerbank, 1845
- Homoderma Lendenfeld, 1885
- Leuckartea Haeckel, 1872
- Scypha Gray, 1821
- Streptoconus Jenkin, 1908
- Sycarium Haeckel, 1869
- Sycocystis Haeckel, 1870
- Sycodendron Haeckel, 1870
- Sycodendrum Haeckel, 1869
- Syconella Schmidt, 1868
- Sycortis Haeckel, 1872
- Sycum Agassiz, 1846
- Tenthrenodes Jenkin, 1908

## Liste d'espèces
Selon World Register of Marine Species (7 février 2017) :
- Sycon abyssale Borojevic & Graat-Kleeton, 1965
- Sycon acanthoxea (Little, 1963)
- Sycon album Tanita, 1942
- Sycon ampulla (Haeckel, 1870)
- Sycon ancora Klautau, Imesek, Azevedo, Plese, Nikolic & Cetkovic, 2016
- Sycon antarcticum (Jenkin, 1908)
- Sycon arcticum (Haeckel, 1870)
- Sycon asperum (Gibson, 1886)
- Sycon australe (Jenkin, 1908)
- Sycon barbadense (Schuffner, 1877)
- Sycon boreale (Schuffner, 1877)
- Sycon brasiliense Borojevic, 1971
- Sycon calcaravis Hozawa, 1929
- Sycon caminatum Thacker, 1908
- Sycon capricorn Wörheide & Hooper, 2003
- Sycon carteri Dendy, 1893
- Sycon ciliatum (Fabricius, 1780)
- Sycon coactum (Urban, 1906)
- Sycon compactum Lambe, 1893
- Sycon cylindricum Tanita, 1942
- Sycon defendens Borojevic, 1967
- Sycon digitiforme Hozawa, 1929
- Sycon dunstervillia (Haeckel, 1872)
- Sycon eglintonense Lambe, 1900
- Sycon elegans (Bowerbank, 1845)
- Sycon ensiferum Dendy, 1893
- Sycon escanabense Duplessis & Reiswig, 2000
- Sycon faulkneri Ilan, Gugel, Galil & Janussen, 2003
- Sycon formosum (Haeckel, 1870)
- Sycon frustulosum Borojevic & Peixinho, 1976
- Sycon gelatinosum (Blainville, 1834)
- Sycon giganteum Dendy, 1893
- Sycon globulatum Hozawa, 1929
- Sycon grantioides Dendy, 1916
- Sycon helleri (Lendenfeld, 1891)
- Sycon hozawai Breitfuss, 1932
- Sycon huinayense Azevedo, Hajdu, Willenz & Klautau, 2009
- Sycon humboldti Risso, 1827
- Sycon inconspicuum (Lendenfeld, 1885)
- Sycon incrustans Breitfuss, 1898
- Sycon karajakense Breitfuss, 1897
- Sycon kerguelense Urban, 1908
- Sycon lambei Dendy & Row, 1913
- Sycon lendenfeldi Row & Hozawa, 1931
- Sycon lingua (Haeckel, 1870)
- Sycon lunulatum (Haeckel, 1872)
- Sycon luteolum Tanita, 1942
- Sycon matsushimense Tanita, 1940
- Sycon mexico Hôzawa, 1940
- Sycon minutum Dendy, 1893
- Sycon misakiense Hozawa, 1929
- Sycon mundulum Lambe, 1900
- Sycon munitum Jenkin, 1908
- Sycon natalense Borojevic, 1967
- Sycon okadai Hozawa, 1929
- Sycon ornatum Kirk, 1898
- Sycon parvulum (Preiwisch, 1904)
- Sycon pedicellatum Kirk, 1897
- Sycon pentactinale Rossi, Farina, Borojevic & Klautau, 2006
- Sycon plumosum Tanita, 1943
- Sycon proboscideum (Haeckel, 1870)
- Sycon proboscideum Breitfuss, 1898
- Sycon protectum Lambe, 1896
- Sycon pulchrum Tanita, 1943
- Sycon quadrangulatum (Schmidt, 1868)
- Sycon ramsayi (Lendenfeld, 1885)
- Sycon raphanus Schmidt, 1862
- Sycon rotundum Tanita, 1941
- Sycon satsumense Hozawa, 1929
- Sycon scaldiense (Van Koolwijk, 1982)
- Sycon schmidti (Haeckel, 1872)
- Sycon schuffneri Dendy & Row, 1913
- Sycon setosum Schmidt, 1862
- Sycon simushirense Hozawa, 1918
- Sycon stauriferum (Preiwisch, 1904)
- Sycon subhispidum (Carter, 1886)
- Sycon sycandra (Lendenfeld, 1895)
- Sycon tabulatum (Schuffner, 1877)
- Sycon tuba Lendenfeld, 1891
- Sycon urugamii Tanita, 1940
- Sycon verum Row & Hozawa, 1931
- Sycon vigilans Sarà & Gaino, 1971
- Sycon villosum (Haeckel, 1870)
- Sycon yatsui Hozawa, 1929